# Torneo de Buenos Aires 2024
El IEB+ Argentina Open 2024 fue un evento de tenis profesional masculino de la categoría ATP 250 que se jugó en tierra batida. Se trata de la 24.a edición del torneo que forma parte del ATP Tour 2024. Se disputó del 10 al 18 de febrero de 2024 en el Buenos Aires Lawn Tennis Club de Buenos Aires, Argentina.

## Distribución de puntos
| Modalidad            | Campeón | Finalista | Semifinales | Cuartos de final | 2ª ronda | 1ª ronda | Clasificados | 2ª ronda de clasificación | 1ª ronda de clasificación |
| Individual masculino | 250     | 165       | 100         | 50               | 25       | 0        | 13           | 7                         | 0                         |
| Dobles masculino     | 250     | 150       | 90          | 45               | 20       | 0        | -            | -                         | -                         |

## Cabezas de serie

### Individuales masculino
| Tenista                 | Ranking | Preclasificado |
| Carlos Alcaraz          | 2       | 1              |
| Cameron Norrie          | 19      | 2              |
| Nicolás Jarry           | 20      | 3              |
| Francisco Cerúndolo     | 22      | 4              |
| Sebastián Báez          | 26      | 5              |
| Tomás Martín Etcheverry | 29      | 6              |
| Laslo Djere             | 35      | 7              |
| Arthur Fils             | 36      | 8              |

- Ranking del 5 de febrero de 2024.[2]

### Dobles masculino
| Tenistas                           | Ranking | Preclasificado |
| Marcel Granollers Horacio Zeballos | 23      | 1              |
| Máximo González Andrés Molteni     | 26      | 2              |
| Simone Bolelli Andrea Vavassori    | 55      | 3              |
| Marcelo Melo Matwé Middelkoop      | 94      | 4              |

## Campeones

### Individual masculino
Facundo Díaz Acosta venció a  Nicolás Jarry por 6-3, 6-4

### Dobles masculino
Simone Bolelli /  Andrea Vavassori vencieron a  Marcel Granollers /  Horacio Zeballos por 6-2, 7-6(8-6)